# Adolf Harbers
Adolf Harbers (* 25. März 1860 in Ellwürden, Herzogtum Oldenburg; † 17. September 1918 in Bad Homburg vor der Höhe) war ein deutscher Versicherungsjurist.

## Leben
Harbers studierte ab dem Wintersemester 1880/81 an der Philipps-Universität Marburg Rechtswissenschaft. 1881 wurde er als Harbers I im Corps Hasso-Nassovia recipiert. Im August 1889 wurde er als junger Rechtsanwalt zunächst zum stellvertretenden Direktor der Oldenburger Versicherungsgesellschaft berufen zu deren Direktor er am 1. April 1894 ernannt wurde. Dies blieb er bis zum 1. April 1902. Mit diesem Tag wurde er Mitglied des Vorstandes der Providentia-Versicherung in Frankfurt. Am 1. Oktober 1914 wurde er als Nachfolger des verstorbenen Fritz Schröder Generaldirektor der nachmaligen AachenMünchener, was er – obwohl bereits 1917 schwer erkrankt – bis zu seinem Tod im Jahr 1918 blieb. Harbers verstarb bei einem Kuraufenthalt in Bad Homburg vor der Höhe. Bei der Reichstagswahl 1898 kandidierte er im Reichstagswahlkreis Großherzogtum Oldenburg 3 für die Nationalliberale Partei.
Im Jahr 1903 wurde Harbers Beitragendes Mitglied der Senckenbergischen Naturforschenden Gesellschaft. Später stiftete er der Gesellschaft einen Kapitalstock, aus dessen Zinsertrag sein jährlicher Mitgliedsbeitrag beglichen wurde. Nach dem Erdbeben von San Francisco 1906 beteiligte sich Harbers als Direktor der Providentia an der Erstellung neuer Bedingungen für Feuerversicherungen in einer Kommission der großen deutschen Feuerversicherungen. Er blieb unverheiratet und kinderlos.

## Ehrungen
- Charakter als Justizrat und Geheimer Justizrat[6]
- Roter Adlerorden
- Verdienstkreuz für Kriegshilfe[11]